# جاده ئی۰۰۹ اروپا
جاده ئی۰۰۹ اروپا (به انگلیسی: European route E009) یکی از جاده‌های درجه ۲ قاره اروپا است.
این جاده که از شهر ناحیه جرگه‌تال (تاجیکستان) شروع شده در کشور جمهوری خلق چین به پایان میرسد.